# Tandläkarborr

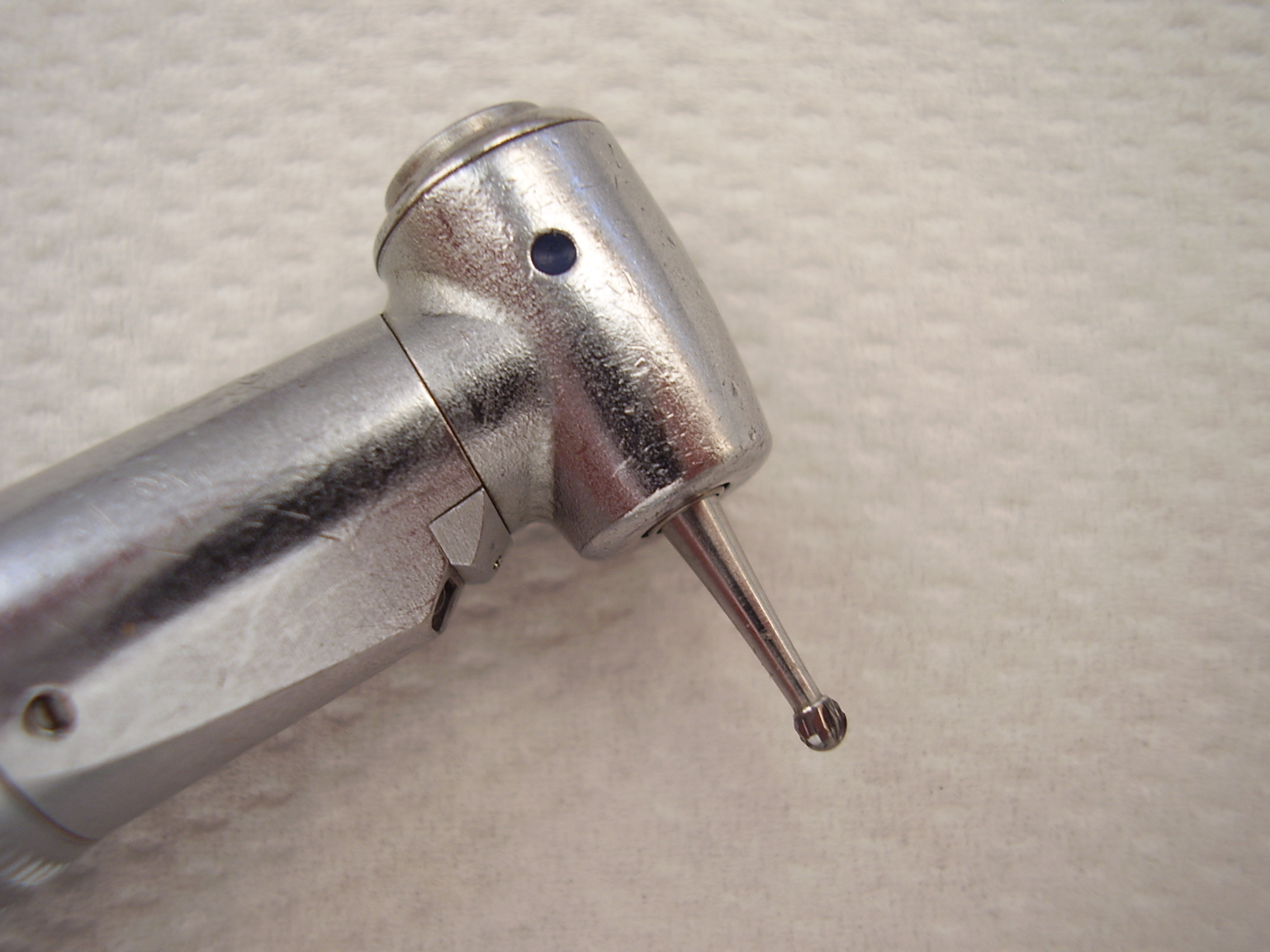
Tandläkarborr.

Tandläkarborren, som uppfanns 1864, är ett instrument som används av tandläkare inom tandvård för att vanligtvis preparera (förbereda genom avlägsnande av tandsubstans) tanden för en fyllning eller krona.
Amerikanen James B. Morrison uppfann år 1871 en pedaldriven tandborr. Den nådde upp till 800 varv per minut.
Den elektriska tandläkarborren nådde 1922 upp i 25 000 varv per minut, 1958 upp i 300 000–400 000 varv per minut. Borrarna kan i dag delas in i lågvarvsborr och höghastighetsborr (high speed). Lågvarvsborren använder sig av en eldriven motor i handstycket för att skapa en rotation som förs vidare till borren, som oftast är tillverkad av diamantförsedd metall. Höghastighetsborren använder istället en typ av luftdriven turbin för att skapa rotationen. 